# Robòtica d'eixam

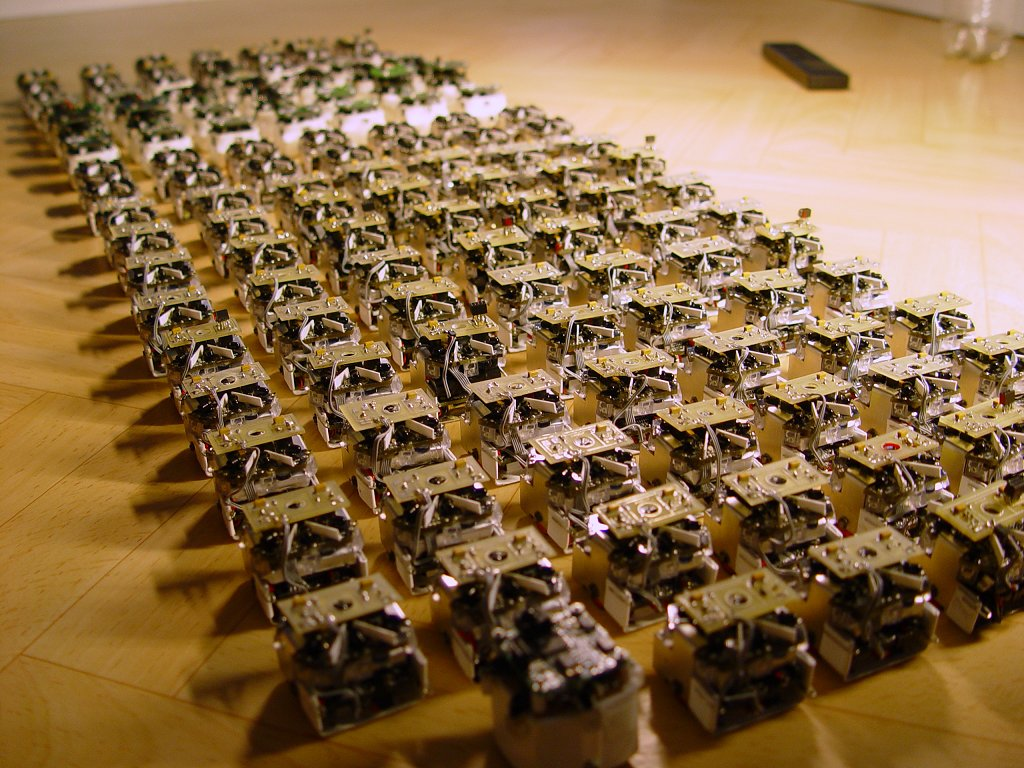
Un eixam de microrobots del projecte de codi obert swarmrobot.org.

La robòtica d'eixam és un nou tipus d'aproximació per a la coordinació de sistemes de models basats en agents, constituïts per un alt nombre de robots relativament simples. La meta d'aquesta aproximació és estudiar el disseny de robots (tant a nivell físic, com de les seves conductes de comportament), de manera que emergeixin patrons de comportament col·lectiu predeterminats mitjançant les interaccions entre robots i de robots amb el seu entorn, seguint l'exemple dels patrons de comportament emergent que s'observen en els insectes socials, anomenats intel·ligència d'eixam.
S'ha descobert que en millorar un joc de comportaments individuals relativament primitius mitjançant sistemes de comunicació, sorgeixen un ampli conjunt de comportaments complexos d'eixam. A diferència dels sistemes de robòtica distribuïda en general, la robòtica d'eixams emfatitza l'ús d'un elevat nombre de robots i promou l'escalabilitat, per exemple emprant únicament comunicació local. Aquest tipus de comunicació s'aconsegueix mitjançant la utilització de sistemes de transmissió sense fils, tant per ràdio freqüència com per infrarojos.
L'aplicació potencial de la robòtica d'eixams inclou tasques que exigeixin, d'una banda, la miniaturització extrema (nanorobòtica i microrobòtica), com ara sistemes distribuïts de sensors i actuadors en micro maquinària o el cos humà. D'altra banda, la robòtica d'eixams està indicada per a tasques que exigeixin dissenys extremadament econòmics, com ara per a tasques de mineria, o per a sistemes de mesurament en agricultura. Artistes d'avantguarda empren tècniques relacionades amb la robòtica d'eixams per crear noves formes d'instal·lacions d'art interactiu.
Tant la miniaturització com el cost, són factors restrictius que emfatitzen la simplicitat dels agents individuals que componen l'equip i, per tant, motiven aproximacions d'intel·ligència d'eixam per aconseguir comportaments que tinguin sentit a aquest nivell.
Cal investigar en profunditat per poder trobar metodologies que permetin el disseny i la predicció precisa de comportaments d'eixam, partint de les característiques dels agents individuals de l'eixam. Per a això, són essencials per a l'estudi sistemàtic de comportaments d'eines de seguiment, com el seguiment per vídeo.
El Bristol robotics laboratory ha desenvolupat un sistema de posicionament i seguiment per ultrasons destinat a la recerca d'eixams.